# Tub

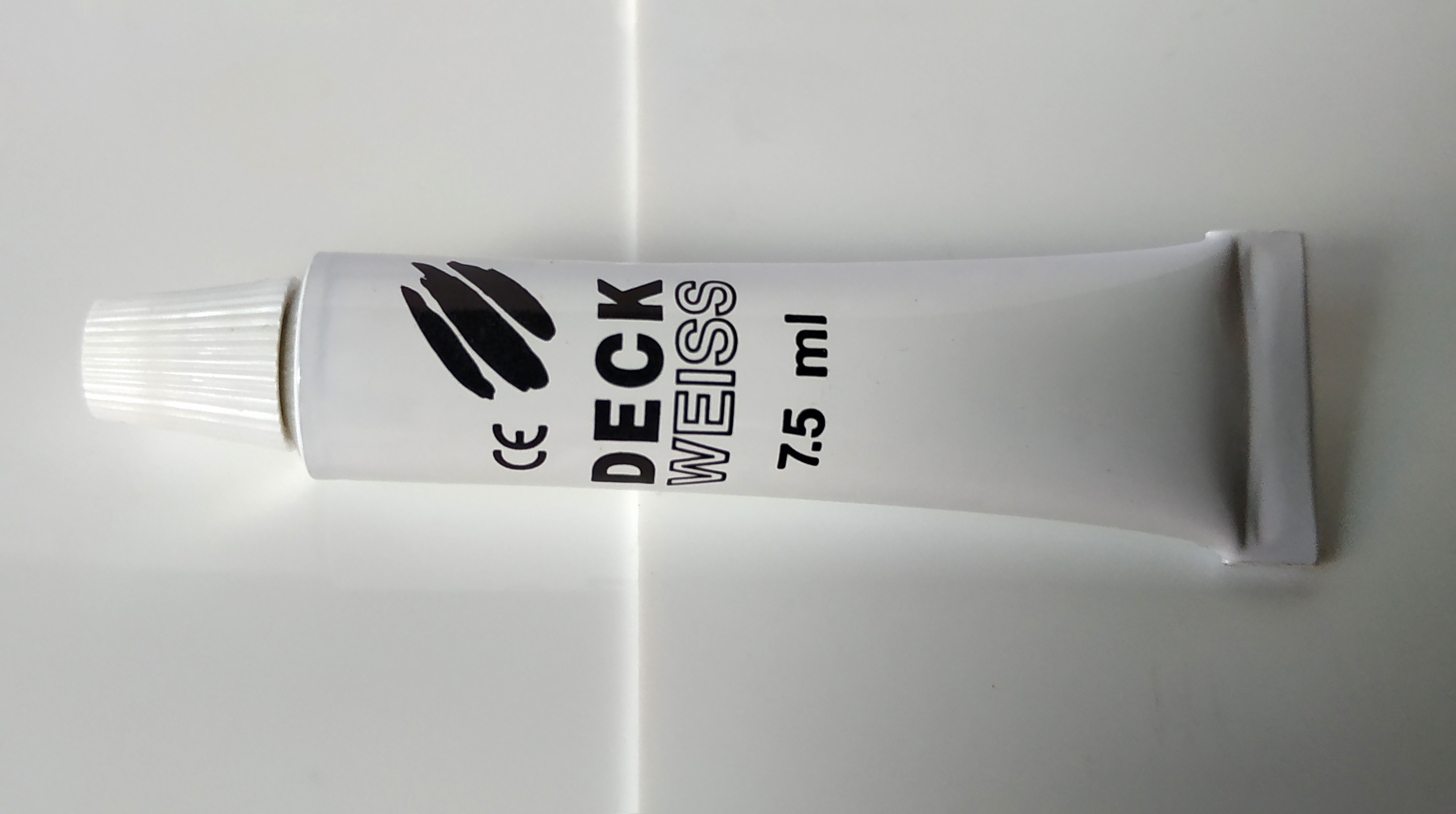
En tub med vit färg.

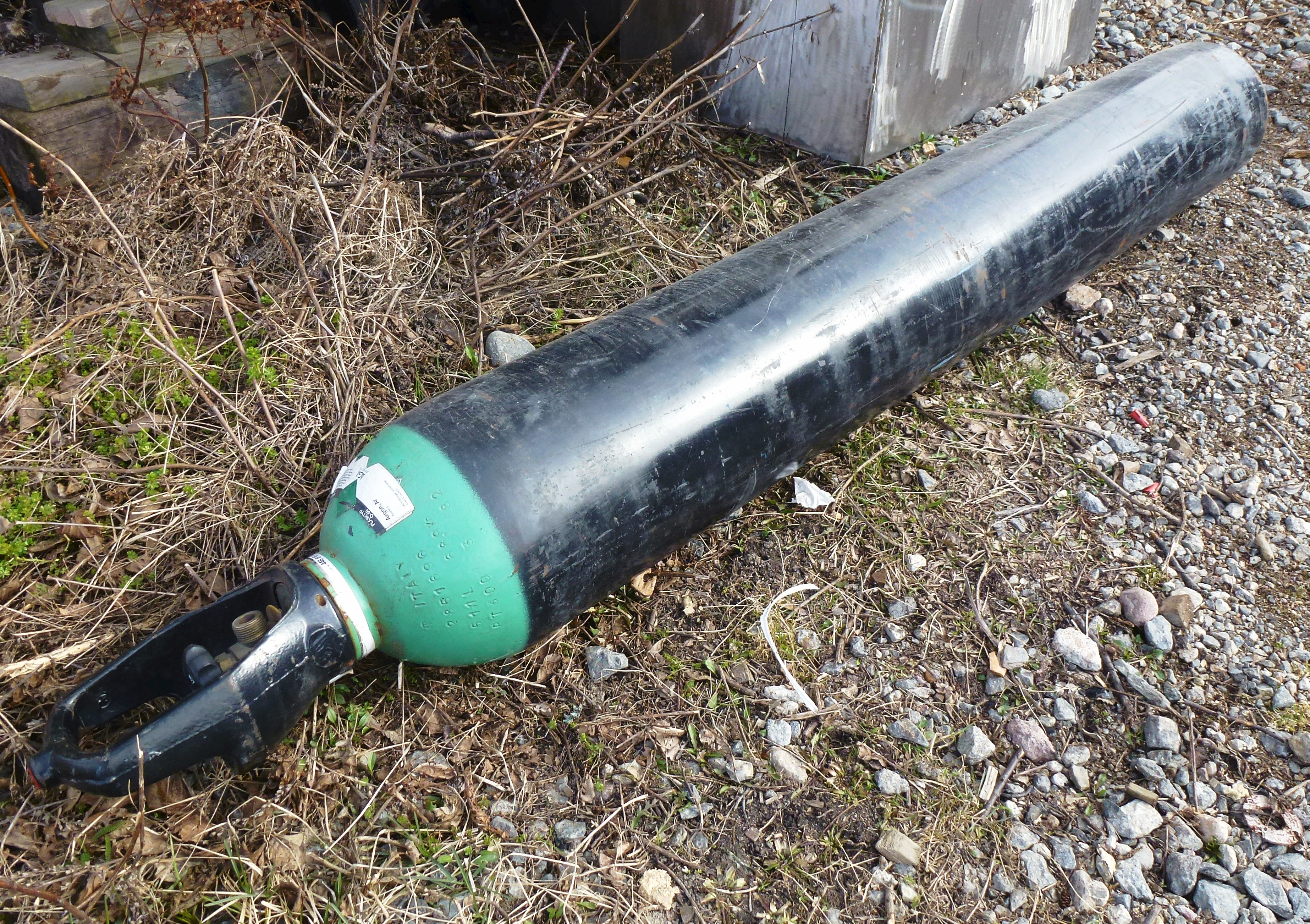
Flaska med gas (Ljusgrön med svart cylinder=luft).

Tub är bland annat en cylinderformad behållare av tunn metall eller plast för förpackning av tjockflytande massa. Den är tillsluten i ena ändan och försedd med skruvhatt i den andra. Innehållet kan till exempel vara färg, tandkräm, livsmedelsprodukter eller salvor.
I Sverige säljs många livsmedel i tub, bland annat mjukost, tomatpuré, senap, majonnäs och fiskpålägg, vilket i början av 2000-talet fortfarande är ovanligt i många andra delar av världen.
Tub används ibland som en synonym för flaska, till exempel gastub eller dykartub. Skillnaden mellan en tub och en flaska är att tuben är öppen i bägge ändarna vid tillverkningen och påfyllningen medan en flaska alltid bara har en öppen ända.
Tub kan även vara ett slanguttryck för tunnelbana.
I medicinska sammanhang kan ett rör benämnas tub (av lat. tubus, rör). Se intubation.